# 下罟子
下罟子，原寫為下罟仔，是台灣新北市八里區的一個地名，位於該區西部，範圍包下罟里、長坑里北大半部。

## 歷史
台灣清治末期至日治前期，下罟子地區為一街庄，稱為「下罟仔庄」，隸屬於八里坌堡。該庄東與小八里坌庄為鄰，南邊為五股坑庄、菁埔庄、長道坑庄，西邊為大平嶺庄、瑞樹坑庄，北邊臨海。
1920年（日治大正九年），該庄改制並雅化為「下罟子」大字，隸屬於臺北州新莊郡八里庄，大字下有「下罟子」、「長道坑口」小字名。戰後八里庄改制為八里鄉，隸屬於臺北縣，大字亦改制為村。2010年12月臺北縣改制為新北市，八里鄉改制為八里區，村改制為里。

## 交通
省道台15線（中山路三段）是下罟子地區北部的重要道路，往東轉南可在關渡橋連接省道台2乙線、市道103號，往西南可前往林口、及桃園市、新竹縣市的沿海地區，而在本地區西側與台15線共線的台61線往東北可抵達台北港。市道105號（中華路三段）也是本地區主要道路，往東可前往大崁腳，往西南可前往林口、龜山。

## 學校
- 長坑國小